# Кам'яниця Карла Вайнґартена (Івано-Франківськ)
Кам'яниця споруджена в 1912 році коштом єврейського підприємця, доктора права та адвоката Карла Вайнґартена. Вона розташована на розі вулиць Гординського (тоді — Гіллера) та Чорновола (Ґолуховського). Це був чотирьох поверховий будинок, який мав два рівноцінні фасади, що виходили на обидві вулиці.
Карл Вайнґартен був палким шанувальником атлантів в архітектурному оздобленні фасадів, тому будівля, створену в стилі модерн, прикрасили багатьма атлантами. Коли кам'яницю збудували, стало зрозуміло, що мешкатиме там підприємець-юрист не сам, займаючи лише одну, хоча й розкішну, квартиру. Перші поверхи Вайнґартен віддав під маленькі крамниці, а верхні, де розташовували житлові помешкання, він вирішив давати в оренду усім охочим. На той час такий будинок називали «прибутковим» («дохідним»), оскільки основним джерелом доходу домовласника була рентна плата мешканців.
З часом приходу до Станиславова «перших совітів» (радянської влади) у 1939 р. соціальний склад мешканців кардинально змінився: будинок було націоналізовано. Після таких змін та обставин, що склалися, власник скінчив життя самогубством, вистрибнувши з третього поверху цього будинку.
У цьому будинку існувала також і аптека під назвою «Під Матір'ю Божою», це була аптека Олександра Вайса. Як пише краєзнавець І. Бондарев, Вайс (як видно з прізвища — ймовірно єврей чи може австрієць за своїм походженням), кмітливо надавши аптеці суто християнську назву, таким чином приваблював до неї українських та польських клієнтів.
Аптека ця збереглась і до нашого часу під назвою «Екстемпуральна».